# Фейди
Фади Фатруни (на арабски език: فادي فتروني), известен със сценичното си име Фейди (на английски език - Faydee), е австралийски певец от ливански произход. Става световно популярен със своя сингъл от 2013 г. „Can't Let Go“, както и с международния си хит „Habibi (I Need Your Love)“, в която участва заедно с други поп-звезди: Shaggy, Mohombi и Costi.

## Кратка биография
Фейди е роден на 2 февруари 1987 г. в Сидни, Австралия, в мюсюлманско семейство. Родителите му произхождат от Триполи, Ливан. Той е най-голямото от пет деца, като има две сестри и двама братя. 
Интересът на Фейди към музиката започва от неговите братовчеди, които записват бийтове и рапират и пеят върху тях просто за забавление. На тринадесетгодишна възраст той започва да пише и записва музика в дома си.
Фейди става откритие на Рони Даймънд, когато е на 19-годишна възраст, собственик на звукозаписната компания „Buckle Up Entertainment“.  Подписвайки с неговата компания, Фейди създава няколко песни, по време на които той усъвършенства своите техники за писане, продуциране и запис. През 2008 г. Фейди си партнира с продуцента Divy Pota, за да развие свое специфично звучене и стил. Двамата има поредица от много успешни песни, включително „I Should've Known“, „Never Saw Me Coming“, „Psycho“, „Say My Name“, което и поставя Фейди в челните места на австралийската музикална индустрия,  скоро след излизането им на пазара. Междувременно Фейди използва силата на интернет, за да достигне до международна аудитория, докато напредва на австралийския пазар. Така успява да привлече много последователи от цял свят.
През 2013 г. Фейди издава R&B хита „Laugh Till You Cry“,, който е продуциран от Divy Pota и включва австралийския изпълнител Lazy J. Песента се превърна в европейски и международен хит за Фейди, като заема първо място в Romania Hot 100 Airplay Charts за 6 последователни седмици. Хита „Laugh Till You Cry“ е последван от поредица от подобни успешни изпълнения, включително „Can't Let Go“ и „Maria“, като и двете спечелиха значително излъчване по комерсиални радиостанции на международно ниво. "Can't Let Go" има над 100 милиона гледания в YouTube.
През 2014 г. Фейди издава двуезичната песен „ Habibi (I Need Your Love)", изпълнена на английски и арабски, което се превръща в основна повратна точка в кариерата му, печелейки му признания като първата му поява в класацията Billboard Hot 100, както и награда BMI. "I Need Your Love" беше сътрудничество с Shaggy, Mohombi и Costi. Фейди пише песента и съпродуцира парчето заедно с румънската поп-звезда Кости Йонита, а вокалите на Фейди се появяват в припева, първия куплет и като основата на цялата песен. "I Need Your Love " става светкавично световно популярна и става хит в комерсиалните радиостанции, както и в класациите за продажби на няколко големи музикални пазара. Песента достигна до № 66 в класацията на US Billboard Hot 100, № 20 в Billboard US Mainstream Top 40, № 27 в Billboard US Rhythmic, и № 36 в класацията за сингли в Обединеното кралство. 
През 2016 г. „I Need Your Love“ получи златен сертификат в САЩ от RIAA, признаване за продажби над 500 000 броя.